# サン・カルロス (ベネズエラ)
サン・カルロス（スペイン語: San Carlos、スペイン語発音: [saŋ ˈkaɾlos]）は、ベネズエラ北中部のコヘデス州の州都。
2016年の人口は10万1100人。

## 人口
- 1981年10月20日：3万7892人
- 1990年10月21日：5万708人
- 2001年10月21日：7万1075人
- 2011年10月30日：9万1889人
- 2016年6月30日：10万1100人

## 歴史
1678年4月27日、カプチン・フランシスコ修道会のフライ・ペドロ・デ・ベルハ神父がサン・カルロスを建設した。

## 観光地
- ラ・ブランケラ（英語版）：18世紀に裕福な征服者が建設した、植民地風バロック住宅。